# Torneio de Permanência do Campeonato Argentino de Voleibol Feminino de 2019
O Torneio de Permanência de 2019 foi a primeira edição do torneio que reuniu os quatro últimos colocados na Segunda fase da Campeonato Argentino de Voleibol Feminino de 2019 - Série A, formato de quadrangularorganizada pela FeVA. 

## Equipes participantes
| Equipe                  | Cidade                 | Última participação | Temporada 2019                  |
| ----------------------- | ---------------------- | ------------------- | ------------------------------- |
| Gigantes de Plottier    | Plottier               | A1 2019             | Segunda Fase (4º lugar Grupo C) |
| River Plate             | Buenos Aires           | A1 2019             | Segunda Fase (3º lugar Grupo D) |
| San Jose (Entre Ríos)   | Entre Ríos (Argentina) | A1 2019             | Segunda Fase (4º lugar Grupo E) |
| Universitario (Córdoba) | Córdova (Argentina)    | A1 2019             | Segunda Fase (4º lugar Grupo D) |

## Fase única

### Classificação
- Vitória por 3 sets a 0 ou 3 a 1: 3 pontos para o vencedor;
- Vitória por 3 sets a 2: 2 pontos para o vencedor e 1 ponto para o perdedor.
- Não comparecimento, a equipe perde 2 pontos.
- Em caso de igualdade por pontos, os seguintes critérios servem como desempate: número de vitórias, média de sets e média de pontos.

|  |                               |
|  | Equipes permanecem na Liga A1 |
|  | Rebaixadas a Liga A2          |

|     |                         |     | Jogos | Jogos | Jogos | Resultados | Resultados | Resultados | Resultados | Resultados | Resultados | Sets | Sets | Sets  | Pontos | Pontos | Pontos |
| Pos | Equipe                  | Pts | T     | V     | D     | 3–0        | 3–1        | 3–2        | 2–3        | 1–3        | 0–3        | V    | P    | R     | V      | P      | R      |
| --- | ----------------------- | --- | ----- | ----- | ----- | ---------- | ---------- | ---------- | ---------- | ---------- | ---------- | ---- | ---- | ----- | ------ | ------ | ------ |
| 1   | River Plate             | 9   | 3     | 3     | 0     | 3          | 0          | 0          | 0          | 0          | 0          | 9    | 0    | MAX   | 225    | 165    | 1.364  |
| 2   | San José (Entre Ríos)   | 5   | 3     | 2     | 1     | 0          | 1          | 1          | 0          | 0          | 1          | 6    | 6    | 1,000 | 265    | 271    | 0.978  |
| 3   | Universitario (Córdoba) | 4   | 3     | 1     | 2     | 0          | 1          | 0          | 1          | 0          | 1          | 5    | 7    | 0.714 | 257    | 278    | 0.924  |
| 4   | Gigantes de Plottier    | 0   | 3     | 0     | 3     | 0          | 0          | 0          | 0          | 2          | 1          | 2    | 9    | 0.222 | 231    | 264    | 0.875  |

Resultados
LocalEstadio Ruca Che-Neuquén
| Data   | Hora  |                         | Placar |                         | Set 1 | Set 2 | Set 3 | Set 4 | Set 5 | Total   | Relatório |
| ------ | ----- | ----------------------- | ------ | ----------------------- | ----- | ----- | ----- | ----- | ----- | ------- | --------- |
| 29 mar | 16:00 | River Plate             | 3–0    | San José (Entre Ríos)   | 25–22 | 25–18 | 25–22 |       |       | 75–62   | Relatório |
| 29 mar | 18:00 | Gigantes de Plottier    | 1–3    | Universitario (Córdoba) | 25–23 | 24–26 | 23–25 | 18–25 |       | 90–99   | Relatório |
| 30 mar | 18:00 | River Plate             | 3–0    | Universitario (Córdoba) | 25–18 | 25–14 | 25–17 |       |       | 75–49   | Relatório |
| 30 mar | 20:00 | Gigantes de Plottier    | 1–3    | San José (Entre Ríos)   | 25–15 | 23–25 | 21–25 | 18–25 |       | 87–90   | Relatório |
| 31 mar | 18:00 | Universitario (Córdoba) | 2–3    | San José (Entre Ríos)   | 25–22 | 20–25 | 27–25 | 24–26 | 13–15 | 109–113 | Relatório |
| 31 mar | 20:00 | Gigantes de Plottier    | 0–3    | River Plate             | 14–25 | 21–25 | 19–25 |       |       | 54–75   | Relatório |